# موتور غلام قادر بادپا
موتور غلام قادر بادپا یک منطقهٔ مسکونی در ایران است که در دهستان پیرسهراب واقع شده‌است. موتور غلام قادر بادپا ۵۰ نفر جمعیت دارد.